# Шарбоннье, Стефан
Стефан Шарбоннье (фр. Stéphane Charbonnier; 21 августа 1967, Конфлан-Сент-Онорин — 7 января 2015, Париж) — французский карикатурист и журналист.
Был известен под псевдонимом «Шарб» (фр. Charb). Сотрудник и главный редактор парижского сатирического журнала Charlie Hebdo.
Родился в Конфлан-Сент-Онорин.
Был сторонником Французской коммунистической партии и Левого фронта. Автор рисунков к книге Даниэля Бенсаида «Маркс. Инструкция по применению» (рус. перевод ISBN 978-5-88230-278-7).
Оказался в числе жертв, которые были убиты в результате теракта в парижской штаб-квартире Charlie Hebdo 7 января 2015 года.
За несколько дней до гибели Стефан Шарбоннье завершил работу над книгой под названием «Письмо мошенникам от исламофобии, которые играют на руку расистам», где он отстаивает право на высмеивание любой религии. Книга издана посмертно, в апреле 2015 года, во Франции.